# Esteve de Bizanci
Esteve de Bizanci o Estèfan de Bizanci (grec antic: Στέφανος Βυζάντιος, llatí: Stephanus Byzantinus) va ser un geògraf i lexicògraf romà d'Orient del segle vi.

## Biografia i obra
Era gramàtic i vivia a Constantinoble, amb seguretat després del regnat d'Arcadi i Honori (423) i abans del de Justinià II (iniciat el 685). Això és gairebé tot el que se sap de la seva vida. Va ser l'autor d'un important lèxic geogràfic titulat Ἐθνικά ('Ethnica') una obra d'un enorme valor pel que fa a informació geogràfica, mitològica i religiosa sobre l'antiga Grècia. Els autors antics, quan citen la seva obra, no donen cap informació sobre l'autor, només esmenten el seu nom.
Del diccionari, només en sobreviuen uns escassos fragments, però es conserven epítoms compilats per Hermolau de Constantinoble. Hermolau va dedicar el seu epítom a Justinià, encara que no és clar si es refereix a Justinià I o Justinià II, emperadors amb aquest nom. Però sembla probable que Esteve visqués a la primera meitat del segle vi, sota el mandat de Justinià I. L'edició moderna estàndard és la d'August Meineke (1849), i per convenció, les referències a l'obra d'Esteve de Bizanci usen els números de pàgina del text de Meineke. La primera edició moderna del llibre va ser la publicada per la impremta Aldina l'any 1502.
L'epítom d'Hermolau diu que Ἐθνικά tenia seixanta llibres, i menciona per ordre alfabètic, els noms dels llocs i els adjectius derivats d'aquests noms. Aquesta obra, que va escriure a partir d'autors més antics, li va donar molta fama.
Encara que només es conserva un resum, l'obra és molt important per conèixer la geografia i les pràctiques religioses a l'antiga Grècia. Gairebé tots els articles de l'epítom tenen les referències de l'antic autor que parlava del tema, per donar constància del nom dels llocs dels que es parla. A més, dels fragments de l'obra que han quedat, es dedueix que l'original tenia llargues cites dels autors antics, i molts detalls d'interès, topogràfics, històrics i mitològics. Esteve de Bizanci cita Artemidor Daldià, Polibi, Eli Herodià, Heròdot, Tucídides, Filó de Biblos, Xenofont, Estrabó, Dionís Periegetes, Hecateu de Milet, i altres autors.
Els fragments conservats i l'epítom va ser usats per Eustaci de Tessalònica, i també es troben a l'Etymologicum Magnum i a l'enciclopèdia Suïda. L'últim autor que va usar Ἐθνικά sembla que va ser Constantí VII Porfirogènit a l'obra Sobre l'administració de l'imperi, de l'any 950.